# Aeroportul Jales
Aeroportul Jales (IATA: JLS, ICAO: SDJL) este un aeroport din Jales, São Paulo, Brazilia ce deservește zona Jales. A fost numit după zona deservită.
Situat la o altitudine de 456 m, aeroportul dispune de 2 piste.

## Infrastructură

### Piste
Aeroportul dispune de 2 piste. Pista 1/19 are suprafața de asfalt și dimensiunile 1.060 m × 19 m. Pista 02/20 are suprafața de asfalt și dimensiunile 1.060 m × 19 m. 